# Лі Со Ле
Лі Со Ле — південнокорейська борчиня вільного стилю, дворазова бронзова призерка чемпіонатів Азії.

## Життєпис
У 2004 році стала бронзовою призеркою чемпіонату Азії серед юніорів. У 2006 році стала чемпіонкою Азії серед юніорів.

## Спортивні результати на міжнародних змаганнях

### Виступи на Чемпіонатах світу
| Змагання                        | Збірна         | Вагова категорія          | Місце |
| ------------------------------- | -------------- | ------------------------- | ----- |
| Чемпіонат світу з боротьби 2007 | Південна Корея | жіноча боротьба, до 55 кг | 32    |

### Виступи на Чемпіонатах Азії
| Змагання                       | Збірна         | Вагова категорія          | Місце  |
| ------------------------------ | -------------- | ------------------------- | ------ |
| Чемпіонат Азії з боротьби 2006 | Південна Корея | жіноча боротьба, до 55 кг | Бронза |
| Чемпіонат Азії з боротьби 2007 | Південна Корея | жіноча боротьба, до 59 кг | Бронза |

### Виступи на Чемпіонатах світу серед студентів
| Змагання                                        | Збірна         | Вагова категорія          | Місце |
| ----------------------------------------------- | -------------- | ------------------------- | ----- |
| Чемпіонат світу з боротьби серед студентів 2005 | Південна Корея | жіноча боротьба, до 55 кг | 5     |

### Виступи на інших змаганнях
| Змагання                                                       | Збірна         | Вагова категорія          | Місце |
| -------------------------------------------------------------- | -------------- | ------------------------- | ----- |
| Олімпійський кваліфікаційний турнір з боротьби 2008 (Едмонтон) | Південна Корея | жіноча боротьба, до 55 кг | 5     |

### Виступи на змаганнях молодших вікових груп
| Змагання                                     | Збірна         | Вагова категорія          | Місце  |
| -------------------------------------------- | -------------- | ------------------------- | ------ |
| Чемпіонат Азії з боротьби серед юніорів 2004 | Південна Корея | жіноча боротьба, до 55 кг | Бронза |
| Чемпіонат Азії з боротьби серед юніорів 2005 | Південна Корея | жіноча боротьба, до 55 кг | 4      |
| Чемпіонат Азії з боротьби серед юніорів 2006 | Південна Корея | жіноча боротьба, до 55 кг | Золото |